# Аргентовский, Лавр Васильевич

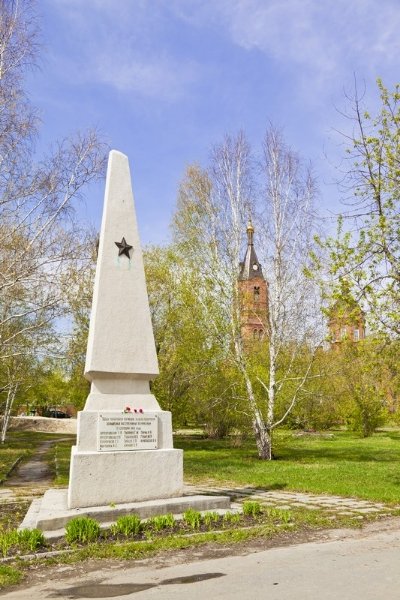
Обелиск памяти павших комиссаров в борьбе за власть Советов

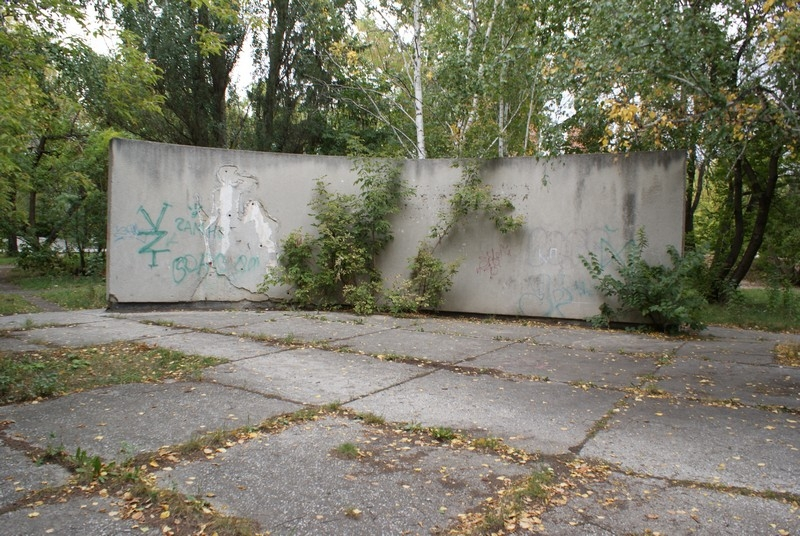
Мемориальный комплекс памяти павших в борьбе за власть Советов на братской могиле десяти курганских комиссаров. Были рельефные фигуры девушки с винтовкой в руках и тяжело раненного красноармейца и слова К.Ф. Рылеева: «Славна кончина за народ, певцы герою в воздаяние из века в век, из рода в род передадут его деянье». Фото 2012 года.

Лавр Васильевич Аргентовский (16 [28] августа 1892, Чесноки, Тобольская губерния — 15 сентября 1918, Курган, Тобольская губерния) — советский государственный деятель. Комиссар порядка и охраны города Кургана и комиссар курганской городской, уездной и уголовной милиции (1918).

## Биография
Лавр Аргентовский родился 16 (28) августа 1892 года в семье личного почётного гражданина в селе Чесноковском Чесноковской волости Курганского округа Тобольской губернии, ныне село Чесноки входит в Кетовский муниципальный округ Курганской области. Был крещён в Покровской церкви села Чесноковского. Восприемниками были: псаломщик Стефан Иванович Яковлев и родная бабушка Сусанна Васильевна..
Учился в чесноковской церковно-приходской школе, а в 1903 году поступил в Курганское духовное училище, после окончания которого в 1907 году принял послушание в Абалакском Свято-Знаменском монастыре. Здесь послушание несли по рыбацкой части. Лавр отказался от послушания и через год вернулся в Чесноки.
В годы Первой мировой войны служил на Балтийском флоте, принимал активное участие в штурме Зимнего дворца, но до сих пор не найдено ни одного документа, который бы это подтверждал или опровергнул.
В апреле 1918 года стал комиссаром порядка и охраны города Кургана. До него эту должность с конца 1917 года занимал Глаздовский, который еще 9 апреля 1918 года в этом качестве подписывал документы. Курганскую милицию с 28 декабря 1917 года возглавил прапорщик 34-го запасного полка Федор Демин, которого 1 марта 1918 года сменил Михаил Львович Толчинский. Лавр Аргентовский вступил в должность либо в конце марта, либо в начале апреля 1918 года, он принимал дела у М. Л. Толчинского. При Аргентовском не было начальника милиции, вся власть сосредоточилась в руках комиссара милиции и его помощника Алексея Никаноровича Григорьева. Дом милиции (бывшее полицейское управление) был переименован в Комиссариат по охране порядка и даже заказана вывеска «Комиссариат», которую изготовил Кондратий Кузьмич Худяков.
Аргентовский создал конный отряд милиции и провёл несколько успешных операций по ликвидации банд. Уничтожил крупную вооруженную банду в бою под деревней Кремлёвка (ныне деревня не существует, территория находится в Юргамышском муниципальном округе). В ходе нескольких успешных операций были ликвидированы банды, скрывавшиеся в лесах вокруг Кургана, в том числе банды атамана Ведерникова и Кольки Шпона. В городе Кургане активные действия милиции позволили навести некоторый порядок. В мае 1918 года НКВД РСФСР направил всем губернским исполкомам телеграфное распоряжение об организации штатной рабоче-крестьянской милиции. Однако создать в Кургане милицию как профессиональную структуру помешало восстание чехословацкого корпуса.
1 июня 1918 года был арестован по распоряжению чехословацкой контрразведки. В ночь на 2 июня произошло восстание Чехословацкого корпуса, начались бои и к утру 3 июня около 150 красных сдались, остальные бежали.
Содержался в Курганской тюрьме (находилась в квадрате улиц между нынешними Красина — Максима Горького — Кирова — Советская).
После покушения в ночь на 15 сентября 1918 года на поручика Франтишека Грабчика, комендант города поручик Богуслав Губ распорядился немедленно расстрелять 10 большевистских главарей, среди которых был и Лавр Аргентовский. Расстрел комиссаров чехи рассматривали как акт устрашения для подпольщиков. Их провели по улицам вечернего города, и расстреляли за полотном железной дороги, в осиновом колке (ныне район улица Химмашевская — автомобильное кольцо улица Дзержинского — улица Бурова-Петрова).
Похоронен вместе с остальными комиссарами в братской могиле на Александровской площади города Кургана Курганского уезда Тобольской губернии, ныне территория Александровской площади является частью Городского сад имени Александра Невского города Кургана Курганской области.

## Память
- 7 ноября 1921 года открыт обелиск памяти павших комиссаров в борьбе за власть Советов, сооружённый по проекту представленному 206-м полком.
- 15 августа 1969 года на месте действительного захоронения комиссаров по проекту скульптора С.А. Голощапова и архитектора Г.А. Захарова построен Мемориальный комплекс памяти павших в борьбе за власть Советов на братской могиле десяти курганских комиссаров.
- 28 октября 1957 года Курганский горисполком переименовал улицу Быструшинскую (называлась по ныне не существующей реке Быструшке) в улицу Аргентовского.
- В сентябре 2015 года установлена мемориальная доска, ул. Аргентовского, 44[7][8]

## Семья
- Прадед, Фёдор Иванович Аргентовский (1789—?), священник, служил в Петропавловской церкви села Черемуховского с 1820 по 1841 год.
- Прабабушка, Анна Афанасьевна (1797—?)
  - Дед, Алексей Фёдорович (1820—?), обучался в Тобольской духовной семинарии, псаломщик
  - Бабушка, Сусанна Васильевна, дочь дьячка Прокопьевской церкви села Чернавское Василия Стефановича Торопова. Обвнечалась 12 (24) февраля 1850 года
    - Отец, Василий Федорович (1861 — в августе 1919 отправлен белыми в тюрьму Никольска-Уссурийского, умер по дороге или в тюрьме), в 20 лет был причислен к личному почетному гражданству, в 1912 году был сослан в Курган на поселение за участие в беспорядках на Ленских приисках[9].
    - Мать, Анна Ефимовна (1868—1932), дочь крестьянина Ефима Родионова из села Чесноковского. Обвнечалась 31 августа (12 сентября)  1888 года
      - Сестра Наталья (20 августа (1 сентября)  1895 года — 13 августа 1919, умерла в Курганской тюрьме). В Кургане установлен памятник Наташе Аргентовской, в Варгашах есть улица её имени..
      - Сестра Харитина (2 (14) октября 1897 года — ?)
      - Брат Константин (21 мая (2 июня)  1899 года — в августе 1919 отправлен белыми в тюрьму Никольска-Уссурийского, дальнейшая судьба неизвестна, умер по дороге или в тюрьме)
      - Брат Николай (27 июля (9 августа)  1903 года — после 1924), член РКСМ, работал на заводе, умер от туберкулёза
      - Сестра Таисья (19 сентября (2 октября)  1904 года — после 1957), уехала в Челябинск
      - Брат Иван (6 (19) сентября 1906 года — 31 мая 1924, Курган), член РКСМ, работал на заводе, умер от туберкулёза.

## Расстреляны вместе с Лавром Аргентовским
- Грунт, Мартин Петрович (?—1918) — комиссар Курганской тюрьмы, член Курганского уездного революционного трибунала
- Губанов, Владимир Владимирович (?—1918) — комиссар труда, член совдепа, военный комиссар
- Зайцев, Евгений Леонтьевич (?—1918) — председатель Курганского совдепа
- Зырянов, Григорий Михайлович (?—1918) — член следственной комиссии Курганского уездного революционного трибунала
- Климов, Александр Павлович (1890—1918) — председатель первого большевистского комитета Курганской партийной организации, член исполкома совдепа, первый военный комиссар г. Кургана
- Кучевасов, Филипп Иванович (?—1918) — председатель следственной комиссии Курганского уездного революционного трибунала
- Мартынюк, Александр Евстафьевич (?—1918) — секретарь Курганского уездного революционного трибунала
- Пуриц, Ян Янович (Иван Яковлевич) (?—1918) — первый редактор большевистской рабоче-крестьянской газеты «Известия Совета рабочих, солдатских и крестьянских депутатов» в городе Кургане
- Солодников, Сергей Александрович (?—1918) — секретарь Курганского совдепа